# ويليام بريستول
ويليام بريستول هو محامي وقاضي وسياسي أمريكي، ولد في 2 يونيو 1779 في هامدن في الولايات المتحدة، وتوفي في 7 مايو 1836 في نيو هيفن في الولايات المتحدة. انتخب عضو مجلس ولاية كونيتيكت ‏.